# Harold Whitlock

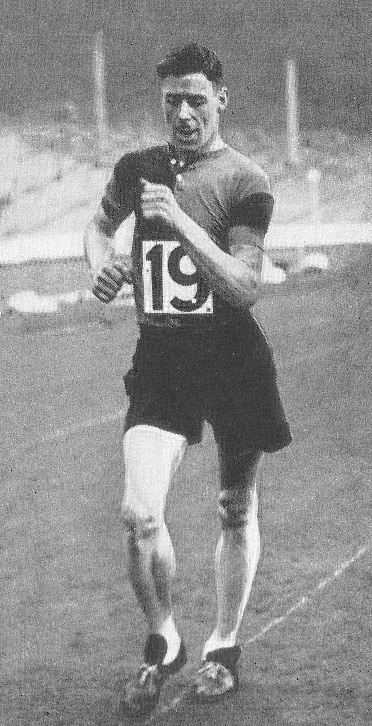
Harold Whitlock

Harold Whitlock (Hector Harold Whitlock; * 16. Dezember 1903 in Hendon, Middlesex; † 27. Dezember 1985 in Wicklewood, Norfolk) war ein britischer Geher und Olympiasieger.
Bei den Olympischen Spielen 1936 in Berlin gewann Whitlock den Wettbewerb im 50-km-Gehen in 4:30:41,4 h vor dem Schweizer Arthur Tell Schwab (4:32:09,2 h). 16 Jahre später bei den Olympischen Spielen 1952 in Helsinki startete Whitlock erneut und wurde mit 48 Jahren in 4:45:12,6 h Elfter. Mit seiner Zeit von 1936 hätte er hier immerhin noch Bronze gewonnen. 
Bei den Europameisterschaften 1938 in Paris gewann Whitlock in 4:41:51 h den Titel mit zwei Minuten Vorsprung auf den Deutschen Herbert Dill. 